# Кылар, Леэло
Ле́эло Кы́лар (эст. Leelo Kõlar, урождённая Пятс, эст. Päts; 28 ноября 1927 — 1 января 2023) — советская и эстонская пианистка и музыкальный педагог. Заслуженный учитель Эстонской ССР (1982).

## Биография
Родилась в семье композитора Рихо Пятса и его жены певицы Маде Пятс (урождённой Якобсон). В 1940—1950 годах училась в Таллинской консерватории у Бруно Лукка и Эрики Франц; занималась также композицией у Хейно Эллера. Одновременно с 1948 года преподавала в Таллинском музыкальном училище. В 1950 году была исключена из консерватории в связи с арестом отца и увольнением матери. 
В 1951 году последовала за женихом, музыкантом-ударником Эрихом Кыларом, депортированным в Кировскую область, в 1952—1954 годах работала вместе с ним в клубе для рабочих посёлка Белохолуницкий. В 1954 годуполучила диплом об окончании Таллинской консерватории, после чего преподавала музыку в Кирове и наездами училась в Москве под руководством Марии Гринберг.
В 1956 году супруги получили разрешение вернуться в Эстонию. После этого Кылар вновь до 1992 года преподавала в Таллинском музыкальном училище, с 1987 года заведовала фортепианным отделением. В 1991—1994 годах преподавала в музыкальной школе в Хельсинки. 
Составила ряд учебных пособий, в том числе сборники песен для младшего возраста «Круглый год» (эст. Aastaringis; 1966) и «Детские песенки» (эст. Lastelaulud; 1989), начальное пособие для пианистов (эст. Algus; 1994), сборник «Музыкальные игры» (эст. Muusikalised mängud; 1995); в 1975 г. вышел учебник фортепианной игры, написанный ею совместно с отцом, Рихо Пятсом. В 1989 году была одним из соучредителей Эстонского союза педагогов-пианистов.
На протяжении многих лет не оставляла также сольной и ансамблевой карьеры; первый сольный концерт дала в 1948 году, а с последним выступила в 2017 году в ознаменование своего 90-летия. Играла с оркестрами под управлением таких дирижёров, как Неэме Ярви, Николай Рабинович, Карл Элиасберг, Роман Матсов. В 1999 году вышел альбом с архивными записями Кылар 1968—1969 годов, получивший название Ricordanza (с итал. — «Воспоминание») и включающий произведения Йозефа Гайдна, Франца Шуберта, Иоганнеса Брамса, Пауля Хиндемита и Рудольфа Тобиаса. 
В память об отце составила сборник «Рихо Пятс в слове и фотографии» (эст. Riho Päts sõnas ja pildis; 1981), а в 2019 году выступила одной из составительниц книги «Рихо Пятс в зеркале времени» (эст. Riho Päts ajapeeglis). В 1999 году выпустила популярную книгу «Беседы у рояля» (эст. Klaverijutud), в 2017 г. вышел сборник статей о музыке и музыкантах «Против ветра» (эст. Äraspidi tuultes).
Умерла 1 января 2023 года. Прощание состоялось 8 января в Художественном музее Кадриорга. Близкие Леэло Кыллар выразили просьбу не приносить цветы и венки.

## Семья
В 1952—1961 годах в браке с Эрихом Кыларом; трое детей: певицы Эле и Кайя Кылар, барабанщик Паап Кылар. Вторым браком замужем за учёным-гидротехником Гвидо Тарго (1928—2006), сын — эстрадный композитор Микк Тарго(умер 15 июня 2025 года)